# Gol Caracol
Gol Caracol es un programa de transmisión deportiva colombiana producido por Caracol Televisión.

## Historia
Nació el 1 de agosto de 1993 y en sus inicios, el equipo de transmisión del bloque lo conformaba William Vinasco y Adolfo Pérez. Más adelante, se irían sumando otros rostros, como el narrador Juan Manuel González y Javier Hernández Bonnet quienes, en compañía de William Vinasco y Adolfo Pérez, transmitían la Primera División del Fútbol colombiano a mediados de los 90 por la Cadena Uno. Junto a ellos, estaba Carlos Julio Guzmán quien, desde el estudio, era el encargado de presentar y cerrar cada transmisión.
En 2001, Adolfo Pérez es reemplazado por Javier Hernández Bonnet. Llegan también el narrador Javier Fernández Franco y Ricardo Orrego al bloque de programación como segunda dupla. Adolfo Pérez retornaría temporalmente para comentar algunos partidos del mundial Corea-Japón 2002 en compañía con Juan Manuel González.
En 2007, William Vinasco renuncia a Gol Caracol para postular como candidato a la alcaldía mayor de Bogotá, por lo que Javier Fernández Franco se convertiría en narrador principal. A su vez, llegó Carlos Alberto Morales al Gol Caracol como segundo relator. William Vinasco retornaría temporalmente para narrar algunos partidos del mundial de Sudáfrica 2010, en dúo con Ricardo Orrego.
El 29 de enero de 2019, Javier Fernández Franco renunció, para irse al canal Win Sports y es reemplazado por Carlos Alberto Morales.
Meses después, en junio de 2019, Pepe Garzón se sumó al programa como segundo relator.
En la Copa Mundial de Fútbol de 2022 el equipo se conformó así: los relatores fueron Carlos Alberto Morales y Pepe Garzón, los comentaristas Javier Hernández Bonnet y Ricardo Orrego, los técnicos invitados Rafael Dudamel y Norberto Peluffo, y en el apoyo periodístico Marina Granziera y Juan Camilo Vargas.

## Eventos transmitidos actualmente
- Partidos amistosos de la Selección Colombia Masculina y Femenina
- Copa Mundial de la FIFA
- Copa Mundial Femenina de la FIFA
- Eliminatorias de la Selección Colombia a la Copa Mundial de la FIFA (los demás partidos de las otras selecciones Sudamericanas son transmitidos dependiendo de la Zona Horaria de cada país).
- Copa Mundial de Fútbol Sub-20 (en caso si la Selección sub-20 de Colombia clasifica al mundial)
- Copa Mundial de Fútbol Sub-17 (en caso si la Selección sub-17 de Colombia clasifica al mundial)
- Copa Mundial Sub-20 Femenina de la FIFA (en caso si la Selección sub-20 Femenina de Colombia clasifica al mundial)
- Copa Mundial Sub-17 Femenina de la FIFA (en caso si la Selección sub-17 Femenina de Colombia clasifica al mundial)
- Copa Mundial de Fútbol sala de la FIFA
- Copa Mundial de Fútbol Playa de FIFA
- Copa América
- Copa América Femenina
- Copa América de Futsal
- Campeonato Sudamericano Sub-20 de Futsal
- Campeonato Sudamericano de Futsal Sub-17
- Copa América de Futsal Femenina
- Campeonato Sudamericano de Futsal Femenino Sub-20
- Campeonato Sudamericano Sub-17
- Campeonato Sudamericano Sub-20
- Torneo Preolímpico Sudamericano Sub-23
- Torneo masculino de fútbol en los Juegos olímpicos
- Torneo femenino de fútbol en los Juegos olímpicos
- Campeonato Sudamericano Femenino Sub-17 (desde 2024)
- Campeonato Sudamericano Femenino Sub-20 (desde 2024)

## Eventos transmitidos anteriormente
- Serie A de Italia
- Copa Libertadores
- Campeonato colombiano (Hasta 2002-II)
- Liga de Campeones de la UEFA 	(hasta la Liga de Campeones de la UEFA 2014-15)
- Liga Europa de la UEFA (hasta la Liga de Europa de la UEFA 2014-15)
- Eurocopa (hasta la Eurocopa 2008)
- Partidos amistosos de Clubes

## Periodistas
| - Carlos Alberto Morales - Jose Ángel Rincón (solamente digital) - Pepe Garzón - Jairo Garzón (solamente digital) - Javier Hernández Bonnet - Ricardo Orrego - Esteban Jaramillo Osorio (solamente digital) - Gonzalo Parra (solamente digital) - Julio Comesaña (2004) - Juan José Peláez (2004-2014) - Rafael Dudamel (2020-2023; 2023-presente) - Norberto Peluffo (2001-2006;2015-presente) - Alexis García (2021) (Solamente en el partido contra Perú por las Eliminatorias Sudamericanas 2022) - Rubén Capria (2019) - Gustavo Alfaro (2006-2020; 2023) - Pedro Sarmiento (2016-2019) - Abel Aguilar (2020) (Solamente en los partidos contra Uruguay y Ecuador por las Eliminatorias Sudamericanas 2022) - Abel Aguilar (2020) - Óscar Javier Ostos - Gianmarco Sotelo - Dilhan Almonacid | - Juan Pablo Hernández - Marina Granziera - Marcela Monsalve - Linda Palma - Jhonsson Rojas - Mauricio Molano - Juan Camilo Vargas - Jhon Jairo Reyes - Duber Uribe - José Alejandro Acuña - Eduardo Ahumada - Jhonny Romero - Colleen Jaimes |

## Rostros del programa anteriores
- William Vinasco (1993-2007) (2010, solo por el Mundial de 2010)
- Adolfo Pérez (1993-2001) (2002, solo por el Mundial de 2002)
- Alberto Piedrahíta Pacheco † (1993)
- Javier Fernández Franco (2002-2019)
- Carlos Julio Guzmán (1993-2000)
- Guillermo Díaz Salamanca (1993-1997)
- Marío César Otálvaro (1993-2001)
- Luis Alfredo Hernández (1993-2002)
- Hernán Peláez (1993-2002)
- Iván Mejía (2000-2002)
- Tato Sanint (1997-2002)
- Juan Manuel González (1998-2000)
- Jorge Eliécer Campuzano (1999-2001) (2004) (2011-2012) solo por el Mundial sub-20 Colombia 2011 y eliminatorias Brasil 2014)
- César Augusto Londoño (1998-2006)
- Edgar Perea (1997-1998)
- Ricardo Alfonso (1998-2008)
- Tito Puccetti (1998-2008) (2016) (2020-2022)
- Nelson Enrique Ascencio (1998-2023)
- Ana María Navarrete (2013-2023)
- Rochi Stevenson (2014-2024)
- Daniel Pérez (2022, solo digital por el Mundial de 2022)
- Jorge Barón (2024)

## Emisiones
Gol Caracol ha transmitido los eventos de la FIFA como los mundiales de Francia 1998, Corea del Sur y Japón 2002, Alemania 2006, Sudáfrica 2010, Brasil 2014, Rusia 2018, Catar 2022 y la Eurocopa de Naciones de Austria y Suiza 2008. Adicionalmente también transmiten la Copa Mundial de Fútbol Sub-20, Copa Mundial de Fútbol Sub-17 y sus programas especiales.